# Carinoturris
Carinoturris is een geslacht van weekdieren uit de klasse van de Gastropoda (slakken).

## Soorten
- Carinoturris adrastia (Dall, 1919)
- Carinoturris fortis Bartsch, 1944
- Carinoturris polycaste (Dall, 1919)